# Odd (album)
Odd è il quarto album in studio della discografia sudcoreana (il settimo in totale) della boy band sudcoreana Shinee, pubblicato nel 2015 dalla SM Entertainment.

## Tracce
1. Odd Eye – 3:21
2. Love Sick – 3:20
3. View – 3:10
4. Romance – 3:36
5. Trigger – 4:01
6. Farewell My Love (이별의 길) – 4:00
7. An Ode to You (너의 노래가 되어) – 4:17
8. Alive – 3:05
9. Woof Woof – 3:16
10. Black Hole – 2:52
11. An Encore (재연) – 4:04